# 华丽一英里
华丽一英里（英語：Magnificent Mile）是指美国芝加哥的北密歇根大街的一段，从卢普区与近北区边界、芝加哥河上的密歇根大街桥（Michigan Avenue Bridge），直到橡树街为止。它将芝加哥的黄金海岸与市中心连接起来。
1940年代，地产商亚瑟·Rubloff给城市中最享有声望的居住与商业干道起了这个绰号。这里有一些世界上最好的餐馆、旅馆、和商店，还有许多世界最高的建筑物。此外，众多享有声誉的建筑都坐落在华丽一英里，例如約翰漢考克中心、芝加哥水塔和论坛报大厦。